# 航權
航權（英語：Freedoms of the air）是指國際民航航空運輸中的過境權利和運輸業務的相關權利。在不同的兩個國家交換與協商這些權利時，一般採取對等原則，有時候某一國會提出較高的交換條件或收取補償費以適當保護該國航空企業的權益。
航權來源於1944年在芝加哥簽署的「芝加哥協定」，該協定草擬有關兩國間協商航空運輸條款藍本，有關條款一直沿用至今。具体分为九种。

## 總覽

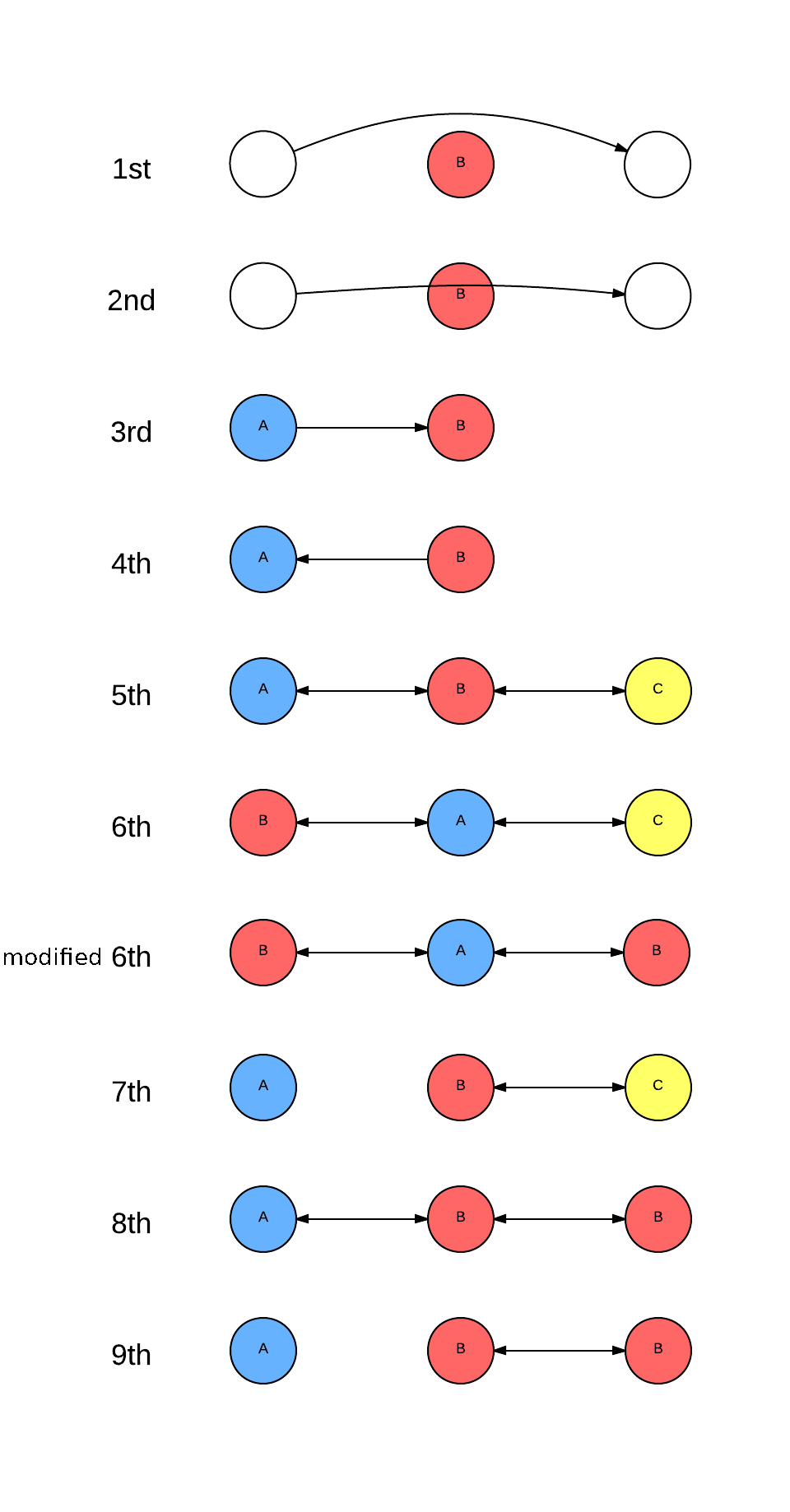
九種航權的示意圖，藍色代表航機所屬之本國，紅色代表協議國

航權適用於民航載客和貨運，可分為下面各項：
| 航權     | 內容                                                                            | 例子                                                 |
| -------- | ------------------------------------------------------------------------------- | ---------------------------------------------------- |
| 第一航權 | 領空飛越權：飛越領空而不降落                                                    | 阿联酋航空的飞机來往迪拜和纽约，途中飛越第三國境內   |
| 第二航權 | 技术经停权：飛往外國途中因技術需要而在協議國降落，但不得上落客貨                | 英国航空公司的飞机：伦敦－悉尼，途中停新加坡加油     |
| 第三航權 | 目的地卸載權：本國飛到協議國                                                    | 新加坡航空飞机從新加坡載客/貨飛往纽约                |
| 第四航權 | 目的地裝載權：協議國飛到本國                                                    | 国泰航空公司的飞机從纽约載客/貨飛往香港              |
| 第五航權 | 中间点权：航程由開始或結束而有權途經兩個外國，並載、卸客/貨                     | 英国航空的飞机來往伦敦和悉尼途經新加坡載客           |
| 第六航權 | 桥梁权：在本國以非技術原因作人貨中轉與停留                                      | 以俄罗斯航空為假設，進行东京－莫斯科－罗马的中轉     |
| 第七航權 | 完全第三国运输权：在境外接載客運而不用返回本國                                  | LOT波兰航空的飛機從布达佩斯載客/貨飛往纽约的國際航班 |
| 第八航權 | 境内运输权：在協議國內的兩個或以上機場間的可载卸客/货航線而須以本國為起點或終點 | 汉莎航空的法兰克福－沈阳－青岛定期航班飛行           |
| 第九航權 | 完全境内运输权：在協議國內的兩個或以上機場間的航線，無須涉及本國                | 爱尔兰航空：伦敦－贝尔法斯特的國內航線               |

## 領空飛越權（第一航权）
領空飛越權（第一航权）指在不著陸的情況下，容許本國航機在协议國領空上飛過，前往目的地乙國。如未簽訂第一航權或是被制裁，則該國航空器必須繞道飛行，飛行時間與成本相對提高。舉例來說，國泰航空來往香港與洛杉磯的飛機可穿越日本之領空。
隨著冷戰的結束，第一航權幾乎已是共用航權。儘管如此，大多數的國家仍要求在穿越領空前必須先行協調，或是一些佔據地理優勢的國家（加拿大、俄羅斯等）不加入條約，而需要付不等的過路費，以台灣為例，每架次收取新臺幣1萬3500元，也有按機型、里程、人頭數收費的，形式五花八門，有時亦做為政治施壓手段。在處置方面，一般民航機誤闖飛越也並不會擊落，但在1983年9月1日大韓航空007號班機因偏航進入蘇聯領空，因而遭到蘇聯軍機擊落，可以視為因違犯領空飛越權而遭到誤擊的一個不幸例子。
一些特殊的例子則有在兩岸包機實施的初期階段，由於雙邊未簽署直航協議，台灣的民航機須先飛經香港、琉球上空不落地（被視為中轉第三地）方可進出中國大陸；若飛往華南與西南地區的機場（如廣州白雲机场、成都雙流機場）則航經香港上空，而飛往華北及華中地區的機場（如北京首都機場、上海浦東機場／虹橋機場）則航經琉球上空。
2022年，由于俄乌战争，加拿大、美国、欧盟等多国宣布对俄罗斯关闭领空。作为回应，俄罗斯亦对多国关闭领空。

## 技术经停权（第二航权）
技术经停权（第二航权）或称技术降落权，容許本國航機因入油的技術上需要，如添加油料、機件故障、或氣候之因素，可在协议國降落，但不得作業務性之上下乘客、货物或邮件。
航空公司飞远程航线，由于距离太远无法从始发地直接的飞到目的地，需要选择一个地方中途加油或者清洁客舱等技术工作，那么在这个地方的起降就叫做技术经停。技术经停权，仅允许用于做非商业的技术处理，也就是不允许在当地上下客货。
現時有名第二航權的例子是中国南方航空於2024年5月11日开航的深圳－墨西哥城航線，從深圳前往墨西哥城時為直飛，而回程時則會經停下加利福尼亞州蒂华纳的阿韦拉多·L·罗德里格斯将军国际机场進行加油。
歷史上最有名第二航權的例子是在爱尔兰的香农機場。迄至20世紀60年代一直被來往北大西洋的飛機中途加油的機場。同樣至20世紀80年代，因為美蘇冷戰，為了繞過苏联，美國阿拉斯加州安克拉治的泰德·史蒂文斯安克雷奇國際機場向來是來往美洲與東亞洲飛機的中途點；如大韓航空007號班機空難，原定從紐約出發，經安克拉治中途加油後返回漢城，但因導航系統異常而誤闖蘇聯庫頁島空域遭擊墜。
在波音747、空中巴士A340、MD-11、空中客车A380等越洋航線班機問世前，飛越太平洋的飛機如波音707、DC-8、DC-10、L-1011等舊型機種通常經過安克拉治與檀香山做中途加油。
此外，由於台灣民航機受限於臺灣問題衍生的航權問題，兩岸直航前過去飛行歐洲航線時無法飛經中国大陆領空以直達歐洲機場，故多半通過香港、曼谷、新加坡、阿布扎比、迪拜、德里等地實施中途加油，該班次的乘客得以原機原客繼續飛往目的地；典型範例如長榮的台北－曼谷－阿姆斯特丹、倫敦或維也納航線。兩岸直航後，此類航線大大減少。
在2019冠状病毒病防疫期间，由于中国大陆地区实行严格的清零政策，入境中国大陆的国际和地区航班（澳门除外，2020年10月起）的机组人员抵达后需在指定酒店接受闭环管理，部分较远国家飞行时间长，机组若不入境而是立即折返可能会导致机组工作时间超时，而闭环管理酒店的条件遭到了部分国家工会的担忧，因此美国、加拿大、阿联酋、沙特阿拉伯、法国、荷兰等国的航空公司执飞中国大陆的客运航班会在往返双向或者出境单向经停韩国首尔、孟加拉国达卡、泰国曼谷等地更换机组，减少飞机飞入及飞出中国大陆所需时间，从而使机组无需入境中国大陆接受闭环管理。这些航班在首尔、曼谷等地无第五航权，故不能在经停站上下客（加拿大航空飞离中国大陆的航班被允许在首尔上客返回加拿大）。2023年1月8日起，中国大陆对新冠感染实施“乙类乙管”政策，入境中国大陆的旅客和机组无需再隔离，这些航司也相继取消或计划取消在首尔、曼谷等地的技术经停。
一般而言，由於飛機續航力提高、各國逐漸開放天空及航線的調整，當今之第二航權大多由航空貨運飛機行使，客運飛機除了以飛越權（第一航权）直飛外，大部分都希望能以第五航權，取代使用第二航權。因為第二航权只包括“航空器经停的权利”，而并不理所当然地包括航空器上的人过境的权利。如果客运航班上的旅客根据技术经停地所属国的移民法需要领有签证才能过境，具备第二航权并不会免除此等要求。

## 目的地卸載權（第三航权）
目的地卸載權（第三航权），指本國之航空器可在协议國之國土，進行業務性之卸载乘客、貨物和郵件，但不能装载一般乘客或貨物，換句話說就是送貨。

## 目的地裝載權（第四航权）
目的地裝載權（第四航权），指本國之航空器可在协议國之國土，進行業務性之装载乘客、貨物和郵件，但不能卸载乘客或貨物，即取貨。
一般而言，第三、第四航權都是雙邊配套簽署的（通常是指放機組與備件），因為这两种航权为最基本的商业活动权利。

## 中间点权或延远权（第五航权）
中间点权或延远权（第五航权）指容許本國航機在前往乙國時，先以甲國作為中轉站上落客貨，再前往乙國。亦可在乙國上落客貨再返回甲國。航機最終以本國為終點站。基本上，第五航權允許一國之航空公司在其登記國以外的兩國間載運客貨，但其航班的起點必需為飛機之登記國。換言之，第五航權是指一個國家，容許外國的航空公司接載乘客及貨物前往另一個國家。該航班的出發地必需為該外國航空公司的所屬國家。
例如，達美航空擁有日本的授予的第五航權，就可以使航班從美國出發，然後經停東京進行上下客及貨物，再繼續前往東南亞各地。
此外，國泰航空經營的香港－台北－日韓航線（因為台北桃園機場是國泰航空的樞紐機場之一），亦是第五航權運用的最佳例子，國泰客機可在台灣中途載客並補充油料；至於直飛航班方面，通常會經過台灣上空，因此亦有利用台灣方面授予的第一航權（領空飛越權）。部分東南亞的航空公司，若要飛往美加地區的話（例如新加坡航空的洛杉磯-香港-新加坡航班），會中途停靠香港、台北、東京、大阪或名古屋，然後才飛越太平洋到美加地區。
另外，由于目前客机性能的原因，目前很多16000公里以上的超长航线都会使用第五航权。比如英国航空的伦敦－新加坡－悉尼的BA15要求新加坡给英国航空提供第五航权。
其他的例子，長榮航空的台北－曼谷－阿姆斯特丹（泰國業者未營運曼谷出發班次，且台灣業者也可在曼谷重新載客，但從台北出發的乘客皆為原機原客前往目的地）。國泰航空的香港－台北－東京，香港－台北－名古屋，香港－台北－大阪的班次。酷航的新加坡-台北再延遠至東京、新千歲、首爾等城市。加拿大航空的多倫多-伦敦-孟买（AC856/855）。

## 桥梁权（第六航权）
桥梁权（第六航权）容許一國航機分別以兩條航線，接載甲國和乙國乘客及貨物往返，但途中必須經過本國。舉例來說，國泰航空的航機不能直接往來英國倫敦和澳洲悉尼，但可在其註冊地香港中轉停留，上落乘客和貨物，再由香港飛往倫敦或悉尼。或是，大韓航空如果獲得英國賦予的第六航權，就可以英國的乘客、貨物經首爾後再運到東京。
不過嚴格意義上來説，普通的轉機（如乘搭國泰航空班機由悉尼經香港轉機前往倫敦）並不需要使用第六航權。前述例子中，只有當國泰航空使用同一個航班號運營悉尼=香港=倫敦線時，才需要使用第六航權。由於使用第六航權與普通的轉機並無太大差別，因此鮮有航空公司使用第六航權。著名的第六航權航班有俄羅斯航空SU581航班（倫敦=莫斯科=東京）。

## 完全第三国运输权（第七航权）
完全第三国运输权（第七航权）容許本国航機在本国领域以外经营独立的航线，在境外接載乘客和貨物，而不用飛返本國。即本國航機在甲、乙兩國接載乘客和運載貨物。
第七航權並不多見，其原因在於簽約國等同開放其國際航線予外國航空公司經營，對本國的航空公司經營的國際航線造成競爭。少数的例子包括欧洲联盟的開放天空计划。
2020年9月30日，中国民用航空局宣布在海南自由贸易港开放第七航权。

## 境内运输权（第八航权）
境内运输权（第八航权）容許本國航機前往甲國境內的兩個不同地方接載乘客、貨物往返，但航機上的乘客或貨物需以本國為起點或終點。例：上海－北京- 紐約，美國聯合航空公司如果獲得中國上海賦予的第八航權，就可以在上海由出发后经停北京，將上海的乘客、貨物運到北京後下機，然後再飛往紐約。

## 完全境内运输权（第九航权）
所谓完全境内运输权（第九航权）是指上述第八航权分为连续的和非连续的两种，如果是“非连续的国内载运权”即为第九航权。值得留意的是第八航权和第九航权的区别，虽然两者都是关于在另外一个国家内运输客货，但第八航权只能是从自己国家的一条航线在别国的延长。但是第九航权则可以是完全在另外一个国家开设的航线。例：如果甲國某航空公司獲得乙國的第九航權，就可以在乙國經營國內航線。
第九航權並不常見，因為等同締約國要開放國內航線的市場。原因是不少規模較小的民營航空公司，都十分依賴飛行境內的內陸航班維持營運，一旦容許外國航空公司經營內陸航線，並設立內陸航線的樞紐，本國的中、小型航空公司將要直接面對外國公司在境內競爭。少数的例子包括澳大利亚捷星航空的威灵顿—奥克兰航线。

## 外部連結
- ICAO Freedoms of the Air
- Multilateral Agreement on the Liberalization of International Air Transportation (MALIAT) （页面存档备份，存于）
- 航权专题_中国民用航空局